# خافيير أنطونيو كولون
خافيير أنطونيو كولون (بالإسبانية: Javier Antonio Colón) مواليد 4 يونيو 1969 في بورتوريكو، هو لاعب كرة سلة بورتوريكي معتزل. بدأ مسيرته الاحترافية في سنة 1987. يبلغ طوله 6 قدم 0 بوصة (1.8 م). مثّل منتخب بلاده. شارك في دورة الألعاب الأولمبية الصيفية سنة 1992. حقق المركز الأول في بطولة أمم الأمريكتين لكرة السلة 1995. اعتزل اللعب في 2008.

## سجل المنافسة
شارك في المنافسات التالية:
- الألعاب الأولمبية الصيفية 1992
- ألعاب النوايا الحسنة 1994

## الميداليات
| الميدالية | المسابقة                             |
| --------- | ------------------------------------ |
| فضية      | بطولة أمم الأمريكتين لكرة السلة 1993 |
| ذهبية     | بطولة أمم الأمريكتين لكرة السلة 1995 |
| فضية      | بطولة أمم الأمريكتين لكرة السلة 1997 |
| ذهبية     | دورة الألعاب الأمريكية 1991          |
| ذهبية     | ألعاب النوايا الحسنة 1994            |

## روابط خارجية
- خافيير أنطونيو كولون على موقع الاتحاد الدولي لكرة السلة (الإنجليزية)
- خافيير أنطونيو كولون على موقع كرة السلة الأوروبية.كوم (الإنجليزية)
- خافيير أنطونيو كولون على موقع ريلجم (الإنجليزية)
- خافيير أنطونيو كولون على موقع بروبوليرز (الإنجليزية)
- خافيير أنطونيو كولون على موقع سبورتس رفرنس (الإنجليزية)
- خافيير أنطونيو كولون على موقع أوليمبيديا (الإنجليزية)